# Скоморохи (Тернопільський район)
Скоморо́хи — село в Україні, у Великогаївській сільській громаді Тернопільського району Тернопільської області. До 2015 року —  адміністративний центр Скоморохівської сільської ради, якій були підпорядковані села Прошова, Смолянка, Теофілівка.

## Географія
Село розташоване на березі річки Сороцька, яка впадає в річку Гнізна.

## Історія
Поблизу села були виявлені археологічні пам'ятки трипільської культури, ранньої залізної доби, черняхівської та давньоруської культур.
Перша писемна згадка села — 1450 року як власність Юрші з Ходоровставу. Пізніше згадується у 1451 і 1469 роках як власність Станіслава і Петра.
У 1857 році почала свою роботу однокласна школа. На 1890 рік велика земельна власність в Скоморохах належала Віктору і Владиславові Баворовським, функціонувавали два фільварки, одна гуральня і дві корчми.
1 серпня 1934 року в рамках реформи на підставі нового закону про самоуправління (23 березня 1933 року) увійшло до нової сільської гміни Баворів (Тернопільський повіт Тернопільського воєводства).
Діяли «Просвіта», «Сільський господар», «Союз українок» та інші товариства, кооперативи.
12 червня 2020 року, відповідно до розпорядження Кабінету Міністрів України № 724-р «Про визначення адміністративних центрів та затвердження територій територіальних громад Тернопільської області» увійшло до складу Великогаївської сільської громади.
19 липня 2020 року, в результаті адміністративно-територіальної реформи та ліквідації Тернопільського району, село увійшло до складу новоутвореного Тернопільського району.

## Релігія
- церква Пресвятої Трійці (1906, мурована);
- костел Небовзяття Пресвятої Діви Марії (1908).

## Пам'ятка
Споруджено пам'ятник воїнам-односельцям, полеглим під час німецько-радянської війни (1975), насипано символічну могилу Борцям за волю України (1991).

## Соціальна сфера
Працюють сереня загальноосвітня школа I—II ступенів, клуб, бібліотека, ФАП, торговий заклад, ПП «Агрофірма „Медобори“» (директор — В. Крупніцький).

## Населення
1832 року в Скоморохах проживали 205 осіб.
1890 року в селі налічувалося 128 домів, населення — 896 осіб: 611 українців, 233 поляків, 52 євреї.
Динаміка населення Скоморох
За переписом УРСР 1989 року чисельність наявного населення села становила 578 осіб, з яких 251 чоловік та 327 жінок.
За переписом населення України 2001 року в селі мешкало 545 осіб.

### Мова
Розподіл населення за рідною мовою за даними перепису 2001 року:
| Мова       | Відсоток |
| ---------- | -------- |
| українська | 99,63 %  |
| російська  | 0,37 %   |

## Відомі особи

### Народилися
- Ґерета Ігор Петрович — український археолог, мистецтвознавець, історик, поет, викладач і громадсько-політичний діяч. Заслужений діяч мистецтв України.
- Ґерета Олег Петрович — український музикант, громадський діяк.
- Бойко Роман Петрович — український співак.
- Задорожний Зеновій-Михайло Васильович — український вчений у галузі обліку і аудиту.

## Галерея

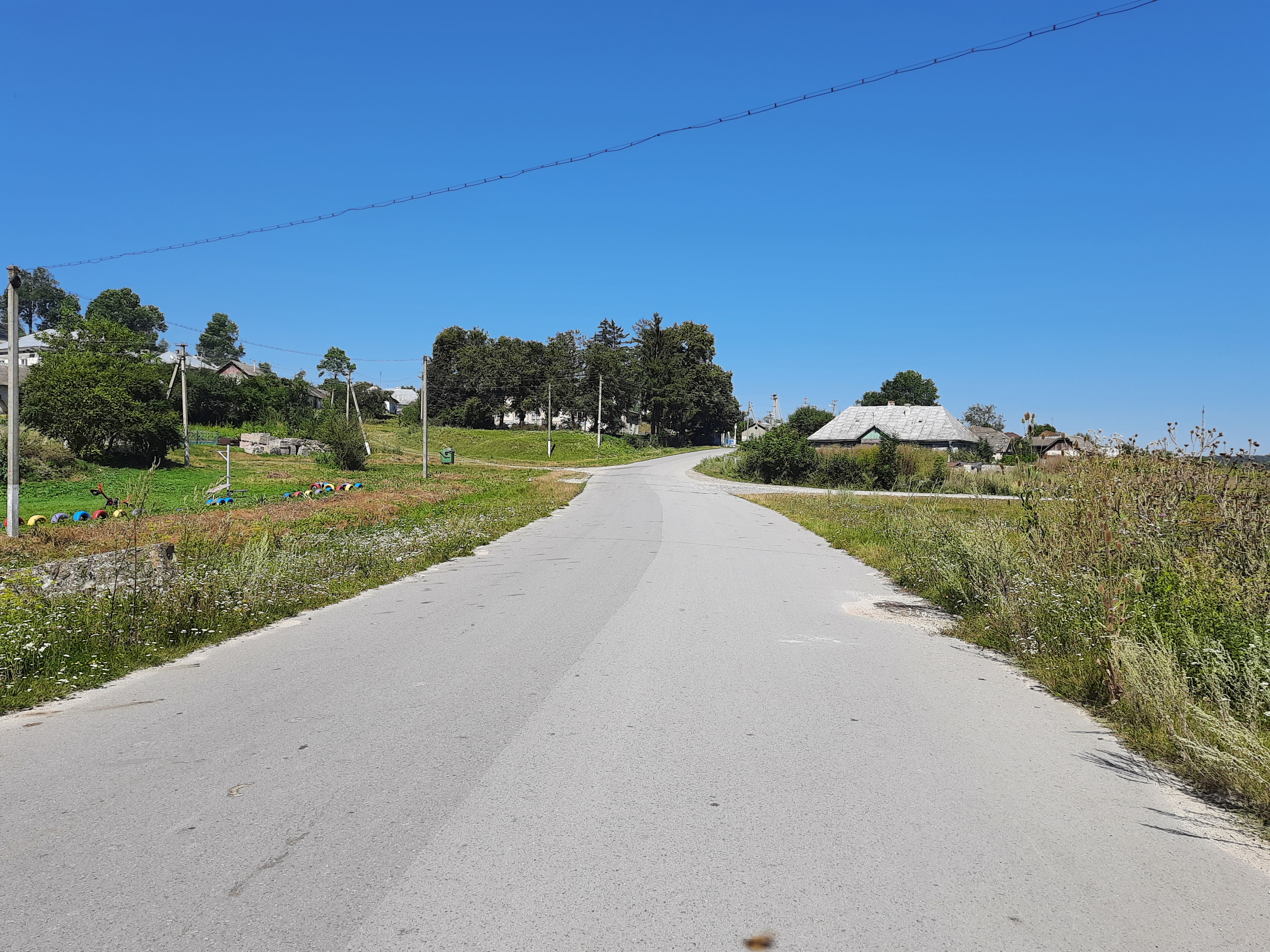
Дорога в село
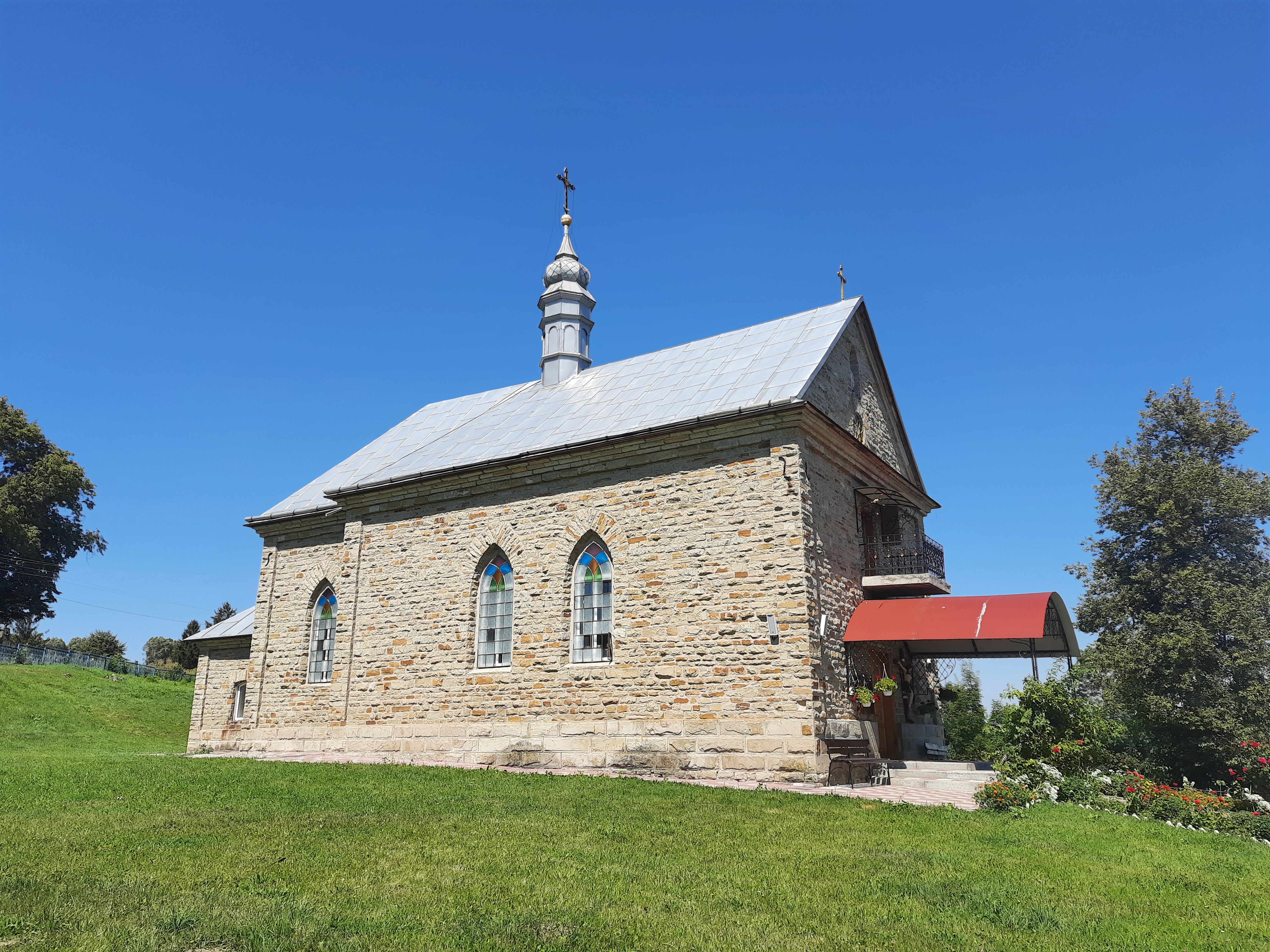
Церква Пресвятої Трійці
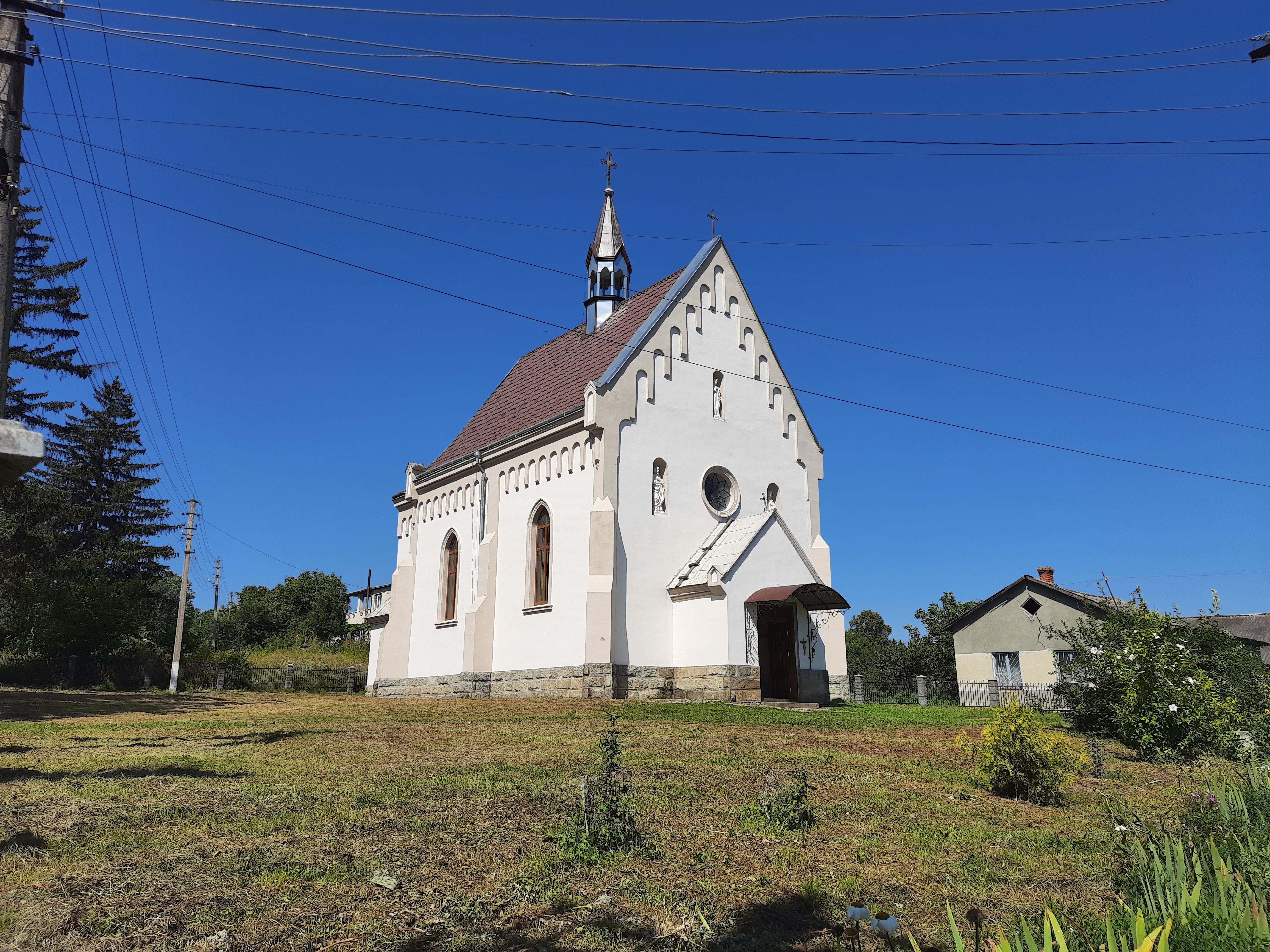
Костел Небовзяття Пресвятої Діви Марії
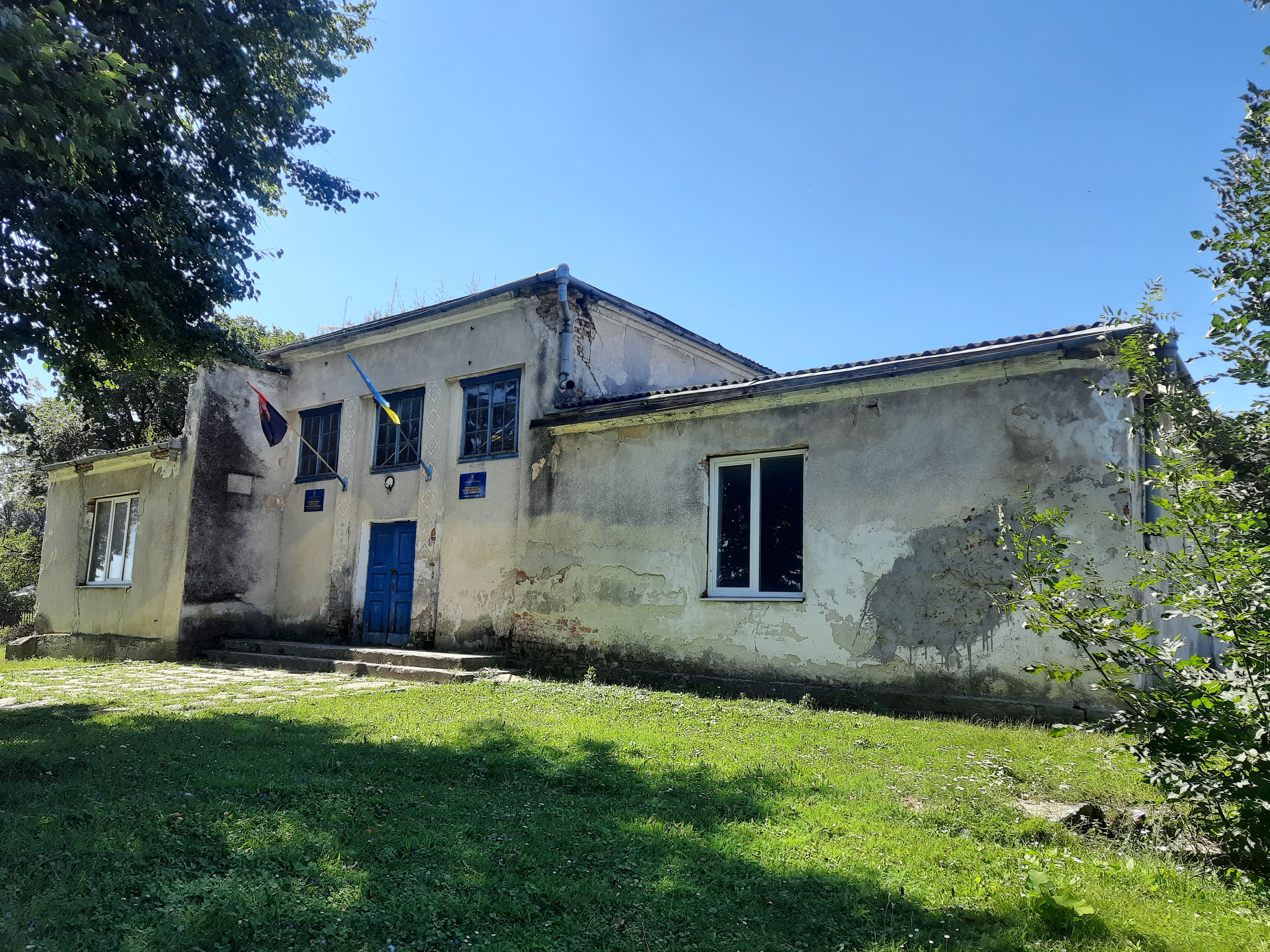
Клуб
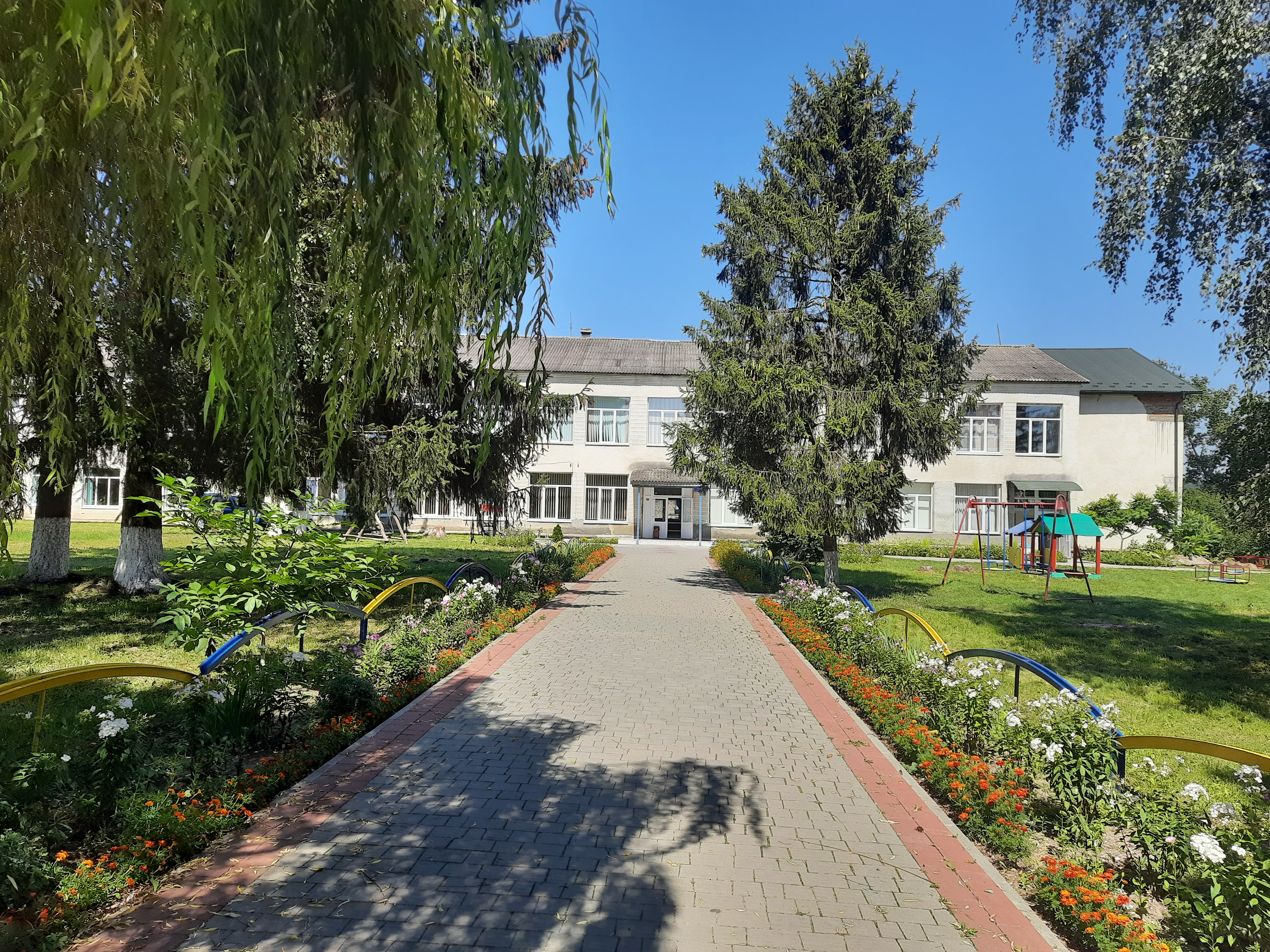
Школа